# Wieronika Krugłowa
Wieronika Pietrowna Krugłowa, ros. Вероника Петровна Круглова (ur. 23 lutego 1940 w Stalingradzie, zm. 24 stycznia 2024 w Emeryville) – radziecka piosenkarka estradowa.
Była żona Iosifa Kobzona i Wadima Mulermana. Do przebojów w jej wykonaniu należy m.in. piosenka Niczego nie wiżu (muzyka Oskar Fielcman, słowa Lew Oszanin). Wyemigrowała do USA.